# Watsontown
Watsontown é um distrito localizado no estado norte-americano de Pensilvânia, no Condado de Northumberland.

## Demografia
Segundo o censo norte-americano de 2000, a sua população era de 2255 habitantes.
Em 2006, foi estimada uma população de 2118, um decréscimo de 137 (-6.1%).

## Geografia
De acordo com o United States Census Bureau tem uma área de
2,4 km², dos quais 1,8 km² cobertos por terra e 0,6 km² cobertos por água.

## Localidades na vizinhança
O diagrama seguinte representa as localidades num raio de 16 km ao redor de Watsontown.